# Elpersdorf bei Windsbach

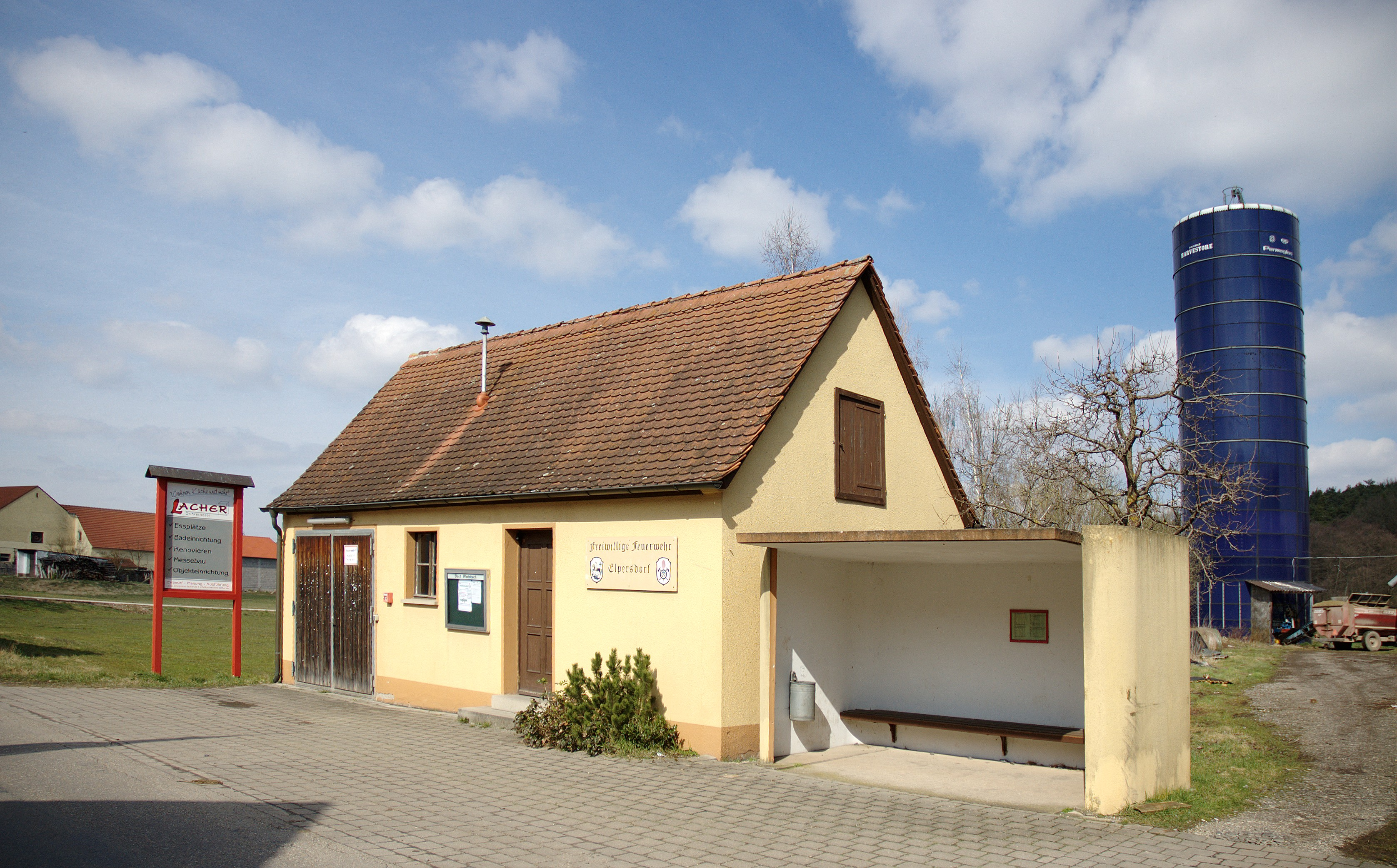
Feuerwehrhaus

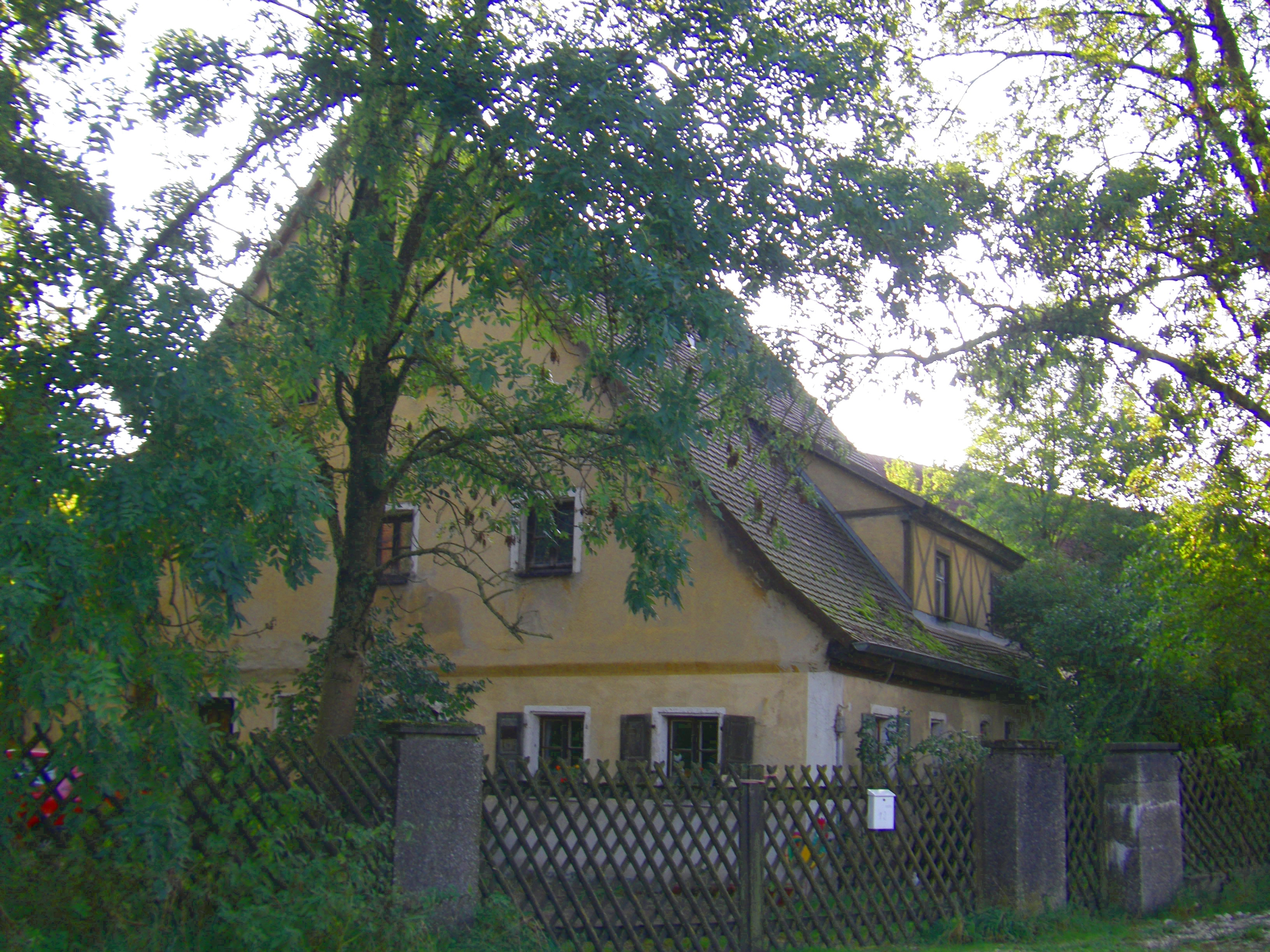
Wohnstallhaus Nr. 12

Elpersdorf bei Windsbach (amtlich Elpersdorf b.Windsbach, fränkisch Älbasch-dorf) ist ein Gemeindeteil der Stadt Windsbach im Landkreis Ansbach (Mittelfranken, Bayern). Die Gemarkung Elpersdorf b.Windsbach hat eine Fläche von 4,441 km². Sie ist in 573 Flurstücke aufgeteilt, die eine durchschnittliche Flurstücksfläche von 7751,29 m² haben.

## Geografie
Elpersdorf ist ein Straßendorf. Es liegt an der Fränkischen Rezat, in die rechts der Seeleingraben und links der Schwalbenbach münden. Die Staatsstraße 2223 führt nach Windsbach (1,3 km nordwestlich) bzw. Untereschenbach (1,8 km südöstlich). Eine Gemeindeverbindungsstraße verläuft nach Retzendorf (0,7 km nördlich).

## Geschichte
Aus dem Jahr 1304 datiert der älteste Nachweis für diesen Ort: In der Urkunde ist belegt, dass ein Chunrad Rotse den Brüdern vom Deutschen Haus in Eschenbach seine Güter in „Eltweinstorf“ schenkte. Der Ortsname bedeutet „Zum Dorf des Elprecht“. Laut dem Salbuch der Deutschordenskommende Nürnberg aus dem Jahr 1343 gehörten dem Stadtvogteiamt Eschenbach in Elpersdorf 1 Hube. Die Verflechtungen des Deutschen Ordens mit Elpersdorf ist im Gemeindewappen durch das Tatzenkreuz als Sinnbild des Ritterordens ersichtlich.
Im burggräflichen Urbar von 1361/64 wurden für Elpersdorf sechs Untertansfamilien verzeichnet, die dem Amt Windsbach unterstanden.
In den Salbüchern des eichstättischen Kollegiatstifts St. Nikolaus zu Spalt von 1517 und 1549 wurden für Elpersdorf jeweils eine abgabenpflichtige Untertansfamilie verzeichnet. Der Hauptmannschaft Hergersbach der Reichsstadt Nürnberg unterstanden 1529 2 Untertansfamilien im Ort.
Im 16-Punkte-Bericht des Oberamts Windsbach aus dem Jahr 1608 wurden für Elpersdorf 18 Mannschaften verzeichnet: 4 Güter gehörten dem Kastenamt Windsbach, 7 Höfe und 2 Güter dem Stiftsamt Ansbach, 2 Höfe der Reichsstadt Nürnberg, 1 Gut dem eichstättischen Kastenamt Abenberg und 2 Güter dem Stadtvogteiamt Eschenbach des Deutschen Ordens. Daneben gab es ein Gemeindehirtenhaus. Das Hochgericht übte das brandenburg-ansbachische Kasten- und Stadtvogteiamt Windsbach aus.
1671 wurden im eichstättischen Salbuch für Elpersdorf 11 Untertanen angegeben, wovon einer dem Kastenamt Abenberg unterstand, sechs dem Fürstentum Ansbach und vier der Reichsstadt Nürnberg.
Gegen Ende des 18. Jahrhunderts bildete Elpersdorf mit der Kugelmühle eine Realgemeinde bestehend aus 22 Anwesen und einem Gemeindehirtenhaus. Das Hochgericht und die Dorf- und Gemeindeherrschaft übte das Kasten- und Stadtvogteiamt Windsbach aus. Grundherren waren das Fürstentum Ansbach (17 Anwesen; Kastenamt Windsbach: 2 Güter, 1 Mühle, 1 Schmiede-Gütlein, 1 Schenkstatt, 1 Leerhaus; Stiftsamt Ansbach: 5 Höfe, 4 Halbhöfe, 1 Söldengut), die Reichsstadt Nürnberg (Landesalmosenamt: 1 Halbhof; Mendel’sche Zwölfbruderstiftung: 1 Halbhof), das Stadtvogteiamt Eschenbach (1 Halbhof, 1 Leerhaus) und das Kastenamt Abenberg (1 Gütlein). Es gab zu dieser Zeit 19 Untertansfamilien, von denen 14 ansbachisch waren. Von 1797 bis 1808 unterstand der Ort dem Justiz- und Kammeramt Windsbach.
1806 kam Elpersdorf an das Königreich Bayern. Im Rahmen des Gemeindeedikts wurde Elpersdorf dem 1808 gebildeten Steuerdistrikt Mitteleschenbach und der 1810 gegründeten Ruralgemeinde Mitteleschenbach zugeordnet. Mit dem Zweiten Gemeindeedikt (1818) entstand die Ruralgemeinde Elpersdorf, zu der Kugelmühle gehörte. Sie war in Verwaltung und Gerichtsbarkeit dem Landgericht Heilsbronn zugeordnet und in der Finanzverwaltung dem Rentamt Windsbach. Von 1862 bis 1879 gehörte Elpersdorf zum Bezirksamt Heilsbronn, seit 1880 zum Bezirksamt Ansbach (1939 in Landkreis Ansbach umbenannt) und zum Rentamt Heilsbronn (1919–1929: Finanzamt Heilsbronn, seit 1929: Finanzamt Ansbach). Die Gerichtsbarkeit blieb beim Landgericht Heilsbronn (1879 in Amtsgericht Heilsbronn umbenannt), seit 1956 ist das Amtsgericht Ansbach zuständig. Die Gemeinde hatte 1964 eine Gebietsfläche von 4,478 km². 1952 wurde der Gemeindename von „Elpersdorf“ nach „Elpersdorf bei Windsbach“ geändert. Im Zuge der Gebietsreform in Bayern wurde diese am 1. Januar 1972 nach Windsbach eingemeindet.

### Baudenkmäler
- Haus Nr. 7 (1980 abgerissen[24]): Der sogenannte Deutschbauernhof aus dem 18. Jahrhundert, viergeschossiger Giebel und Dachgauben, die zum Hopfentrocknen dienten.[25]
- Haus Nr. 12: Wohnstallhaus, eingeschossiger Bau mit Steildach, verputzter Fachwerkgiebel, 17./18. Jahrhundert; Scheune, eingeschossiger Satteldachbau, mit Fachwerkteilen, wohl 18. Jahrhundert, Erweiterung im 19. Jahrhundert; erhaltene Teile der Hofmauer, 18./19. Jahrhundert.[26]

### Bodendenkmäler
In der Gemarkung Elpersdorf gibt es vier Bodendenkmäler, darunter:
- 700 Meter östlich des Ortes Siedlung der Urnenfelderzeit[26]
- 200 Meter westlich Siedlung vorgeschichtlicher Zeitstellung[26]
- Grabhügel aus der Latènezeit[27]

### Einwohnerentwicklung
Gemeinde Elpersdorf
| Jahr      | 1818   | 1840   | 1852   | 1855   | 1861   | 1867   | 1871   | 1875   | 1880   | 1885   | 1890   | 1895   | 1900   | 1905   | 1910   | 1919   | 1925   | 1933   | 1939   | 1946   | 1950   | 1952   | 1961   | 1970   |
| Einwohner | 134    | 143    | 144    | 141    | 141    | 148    | 142    | 138    | 141    | 147    | 137    | 138    | 120    | 116    | 130    | 113    | 105    | 130    | 145    | 215    | 198    | 203    | 131    | 122    |
| Häuser    | 25     | 24     |        |        |        |        | 22     |        |        | 23     | 22     |        | 24     |        |        |        | 21     |        |        |        | 20     |        | 21     |        |
| Quelle    | [ 29 ] | [ 30 ] | [ 31 ] | [ 31 ] | [ 32 ] | [ 33 ] | [ 34 ] | [ 35 ] | [ 36 ] | [ 37 ] | [ 38 ] | [ 39 ] | [ 40 ] | [ 39 ] | [ 41 ] | [ 39 ] | [ 42 ] | [ 39 ] | [ 39 ] | [ 39 ] | [ 43 ] | [ 39 ] | [ 20 ] | [ 44 ] |

Ort Elpersdorf
| Jahr      | 001818 | 001840 | 001861 | 001871 | 001885 | 001900 | 001925 | 001950 | 001961 | 001970 | 001987 |
| Einwohner | 128    | 134    | 134    | 134    | 138    | 110    | 97     | 193    | 124    | 117    | 74     |
| Häuser    | 24     | 23     |        |        | 22     | 23     | 20     | 19     | 20     |        | 19     |
| Quelle    | [ 29 ] | [ 30 ] | [ 32 ] | [ 34 ] | [ 37 ] | [ 40 ] | [ 42 ] | [ 43 ] | [ 20 ] | [ 44 ] | [ 2 ]  |

## Politik

### Gemeindevorsteher
Seit 1605 gibt es in Elpersdorf ein Gemeindeoberhaupt.
| Name                  | Amtszeit  |
| --------------------- | --------- |
| Hannß Leidel          | Um 1739   |
| Bartholomäuß Schütz   | Um 1805   |
| Hörauf                | Um 1806   |
| Johann Wagner         | Um 1810   |
| Höllein               | Um 1817   |
| Johann Kramer         | Um 1823   |
| Andreas Hertzog       | Um 1845   |
| Mathias Grillenberger | Um 1859   |
| Georg Konrad Kramer   | Um 1860   |
| Georg Kramer          | 1867–1896 |
| Georg Wagner          | 1896–1933 |
| Bernhard Wagner       | 1933–1946 |
| Georg Sitzmann        | 1946–1952 |
| Ludwig Rabenstein     | 1952–1963 |
| Johann Krug           | 1963–1971 |

### Wappen
Seit dem 30. November 1957 führte die Gemeinde Elpersdorf b.W. ein Wappen. Die Blasonierung lautet: In Silber der blaugerüstete und barhäuptige hl. Georg auf einem sich aufbäumenden golden bewehrten und golden gezäumten schwarzen Pferd, dem Lindwurm eine goldene Lanze in den Rachen stoßend; im linken Obereck schwebt ein schwarzes Tatzenkreuz.

## Religion
Der Ort ist seit der Reformation evangelisch-lutherisch geprägt und nach St. Margareta (Windsbach) gepfarrt. Die Einwohner römisch-katholischer Konfession sind nach St. Bonifatius (Windsbach) gepfarrt.